# Sandgerði
Sandgerði é um antigo município da Islândia. Com uma população de cerca de 1 753 habitantes em 2018. Em 2018, fundiu-se com Garður para criar o novo município de Suðurnesjabær.